# انسهایم
انسهایم (به آلمانی: Ensheim) یک شهر در آلمان است که در آلزی-ورمز واقع شده‌است. انسهایم ۴۳۳ نفر جمعیت دارد.